# Ellisiophyllum pinnatum
Ellisiophyllum pinnatum är en grobladsväxtart. Ellisiophyllum pinnatum ingår i släktet Ellisiophyllum och familjen grobladsväxter.

## Underarter
Arten delas in i följande underarter:
- E. p. bhutanense
- E. p. pinnatum
- E. p. reptans